# Großmotten
Großmotten ist eine Ortschaft und eine Katastralgemeinde der Stadtgemeinde Gföhl im Bezirk Krems in Niederösterreich. Die Ortschaft hat 120 Einwohner (1. Jänner 2024). Bis Ende 1967 war Großmotten eine eigenständige Gemeinde.

## Geografie
Das Dorf befindet sich südlich der Kremser Straße, an einem Zufluss der Gernitz, einem rechten Nebenfluss des Kamps. Durch den Ort führen die Landesstraßen L7056 und L7057.

## Geschichte
Laut Adressbuch von Österreich waren im Jahr 1938 in der Ortsgemeinde Großmotten eine Gastwirtin, zwei Gemischtwarenhändler, zwei Holzwarenerzeuger, ein Schlosser, ein Schmied, zwei Schuster, ein Wagner und ein Landwirt mit Ab-Hof-Verkauf ansässig.
Die davor eigenständige Gemeinde Großmotten wurde am 1. Jänner 1968 mit der Gemeinde Gföhl fusioniert.